# ژان-ژوزف موره
ژان-ژوزف موره (فرانسوی: Jean-Joseph Mouret‎؛ ۱۱ آوریل ۱۶۸۲ – ۲۰ دسامبر ۱۷۳۸) موسیقی‌دان، آهنگساز و رهبر ارکستر اهل فرانسه بود.
آثار دراماتیک ژان-ژوزف موره، وی را در زمرهٔ یکی از چهره‌های شاخص موسیقی باروک در کشور فرانسه قرار داد. با آنکه امروزه دیگر آثار او اجرا نمی‌شوند، اما نامش به سبب یک قطعهٔ «فانفار-روندو» از «سوئیت سمفونی شمارهٔ ۱» که در مجموعهٔ تلویزیونی مسترپیس بکار گرفته شد، در یادها باقی مانده‌است.
علاوه بر اپرا و سمفونی، از او چندین سونات، کانتات، آریا و فانفار به‌جای مانده‌است.